# Dąbrówka (Sanok)

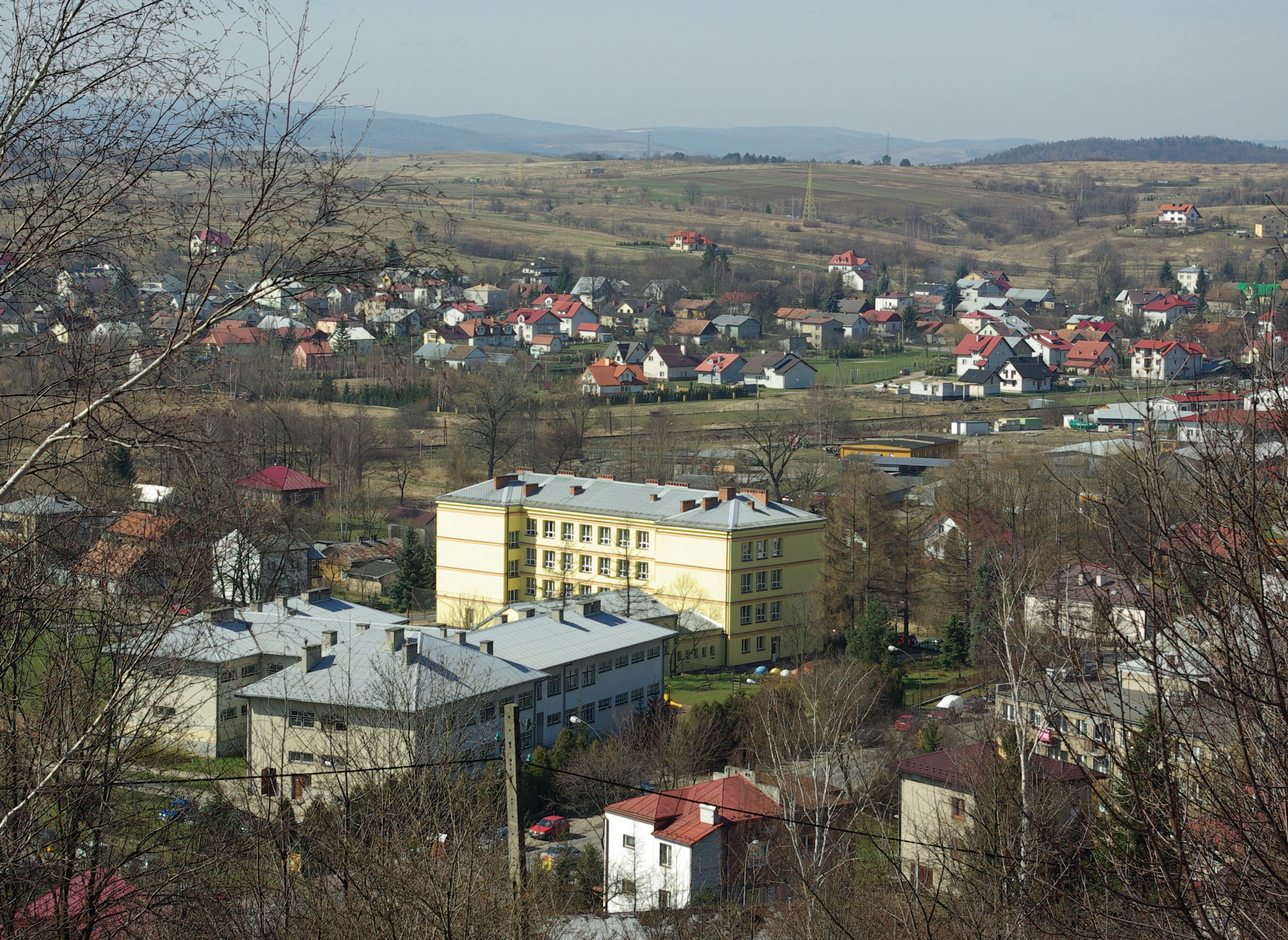
Überblick

Dąbrówka ist ein Stadtteil sowie zwei ehemalige Dörfer am Westrand von Sanok im Powiat Sanocki der Woiwodschaft Karpatenvorland in Polen.

## Geschichte
Im Jahr 1426 wurde der Ort als Dombrovka erstmals erwähnt, danach als Dambrowka (1442), Dąbrowka (1482). Im Jahr 1515 wurden einige steuerfreie Hufen (alii in libertate) im Dorf Dąbrowka erwähnt. Danach wurden zwei Dörfer erwähnt: Dąbrówka Ruska (wörtlich Ruthenisch Dąbrówka, zunächst im Jahr 1548 als Dambrowka Ruska) und Dąbrówka Niemiecka (Deutsch, 1548 – Dambrowka Almanica, 1565 – Dąbrowka Niemiecka) bzw. Dąbrówka Polska (z. B. im Jahr 1663 Dąmbrowka Polska). Der Name Dąbrówka ist eine Verkleinerungsform von dąbrowa („Eichenwald“, „Lohe“). Die Adjektive Ruska bzw. Niemiecka/Polska bezogen sich auf die Ethnie, sowie das Gründungsrecht der Dörfer (im Jahr 1523 wurde iure Theutonico in Dąbrówka [Ruska?] erwähnt, wie auch damals einige Bewohner in Dąbrówka Niemiecka/Polska deutsche Namen trugen (8 von 12)). Der Anteil der deutschen Bewohner im Mittelalter (vgl. Walddeutsche) ist jedoch angesichts der knappen Quellenbasis schwierig bestimmbar.
Die Dörfer gehörten zunächst zum Königreich Polen (ab 1569 in der Adelsrepublik Polen-Litauen), Woiwodschaft Ruthenien, Sanoker Land. Bei der Ersten Teilung Polens kamen sie 1772 zum neuen Königreich Galizien und Lodomerien des habsburgischen Kaiserreichs (ab 1804). Ab dem Jahr 1855 gehörten sie zum Bezirk Sanok. Im Jahr 1900 hatte die Gemeinde Dąbrówka Polska 441 Einwohner, mehrheitlich römisch-katholisch (388) und polnischsprachig (370), während die Gemeinde Dąbrówka Ruska 654 Einwohner hatte, davon die Mehrheit griechisch-katholisch (511) und ruthenischsprachig (511).
Nach dem Ende des Ersten Weltkriegs und dem Zusammenbruch der Habsburgermonarchie kamen die Dörfer 1918 zu Polen. Nach dem deutschen Überfall auf Polen wurden sie im Zweiten Weltkrieg von der Wehrmacht besetzt und wurden Teil des Generalgouvernement.
Nach der Aktion Weichsel wurden Dąbrówka Polska und Dąbrówka Ruska im Jahr 1948 als das Dorf Dąbrówka zusammengemeindet. Dąbrówka wurde 1962 als Stadtteil Sanoks eingemeindet.